# 繡仏

刺繡釈迦如来説法図

繡仏（しゅうぶつ）は、刺繡で仏像や仏教的な主題等を表現したもの。中国大陸では唐より元時代に盛行した。日本では主に飛鳥時代から中世頃まで作られた。

## 主要作品
- 奈良国立博物館蔵「刺繡釈迦如来説法図」（勧修寺繡帳）
- 中宮寺蔵、奈良国立博物館寄託「天寿国繡帳」
- 西念寺蔵「阿弥陀三尊像」